# كهف وادي الظلما
كهف وادي الظلما وهو عبارة عن كهف يقع في بداية أحد روافد وادي الظُلما على بعد حوالي 90 كم جنوب شرق مدينة القنطرة شرق، يوجد في منطقة صعبة التضاريس، الكهف موجود بمنطقة جبلية من الحجر الجيري. يعتبر أول كهف به مناظر جدارية معروف بمحافظة شمال سيناء.

## الموقع
يقع على بعد 60 كم شرق قناة السويس.

## الوصف
يحتوي كهف وادي الظُلما على العديد من المناظر المنحوتة على الصخر. عمقه حوالى 15 متر، وأرتفاعه 20 متر، وواجهته نحو الغرب بعرض 30 متر، سقفه من الحجر الجير الضعيف، سقطت بعض الكتل الحجرية من سقفه على الأرضية، الكهف ممتلي بفضلات الحيوانات، ورماد الحريق، مما يدل على استخدامه في العصور المتلاحقة، أو استخدمه كمأوي الصخري كمشتى للسكان يلجأون اليه للحماية من الأمطار والعواصف والبرد. نفذت المناظر على جدرانه بطريقة فنية متميزة عن طريق الحز أو النحت الغائر. معظم المناظر على جدران الكهف هي مناظر لحيوانات متنوعه تشمل على مناظر للجمل، ولغزلان ووعول، وماعز جبلي، والحمير.